# Venta de Baños
Venta de Baños é um município da Espanha na província de Palência, comunidade autónoma de Castela e Leão, de área 14,25 km² com população de 6164 habitantes (2007) e densidade populacional de 415,24 hab/km².

## Demografia
| Variação demográfica do município entre 1991 e 2004 | Variação demográfica do município entre 1991 e 2004 | Variação demográfica do município entre 1991 e 2004 | Variação demográfica do município entre 1991 e 2004 |
| --------------------------------------------------- | --------------------------------------------------- | --------------------------------------------------- | --------------------------------------------------- |
| 1991                                                | 1996                                                | 2001                                                | 2004                                                |
| 7046                                                | 6461                                                | 5982                                                | 5967                                                |